# Heteroclitopus foveatus
Heteroclitopus foveatus är en skalbaggsart som beskrevs av Antoine Boucomont 1923. Heteroclitopus foveatus ingår i släktet Heteroclitopus och familjen bladhorningar. Inga underarter finns listade i Catalogue of Life.